# Bohdanivka, Kahovka
Bohdanivka (în ucraineană Богданівка) este un sat în comuna Kostohrîzove din raionul Kahovka, regiunea Herson, Ucraina.

## Demografie
Componența lingvistică a localității Bohdanivka
     Ucraineană (91,44%)
     Rusă (8,3%)
     Alte limbi (0,26%)
Conform recensământului din 2001, majoritatea populației localității Bohdanivka era vorbitoare de ucraineană (91,44%), existând în minoritate și vorbitori de rusă (8,3%).